# Paula Menotti

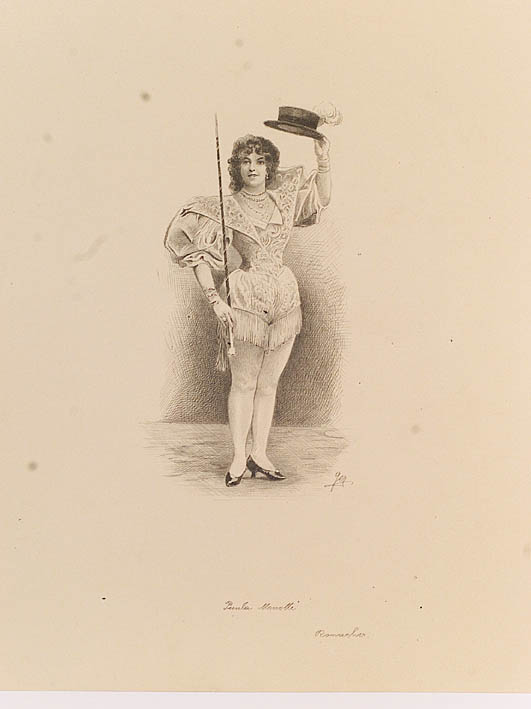
Paula Menotti am Ronachertheater. Tuschezeichnung von Adolf Geringer

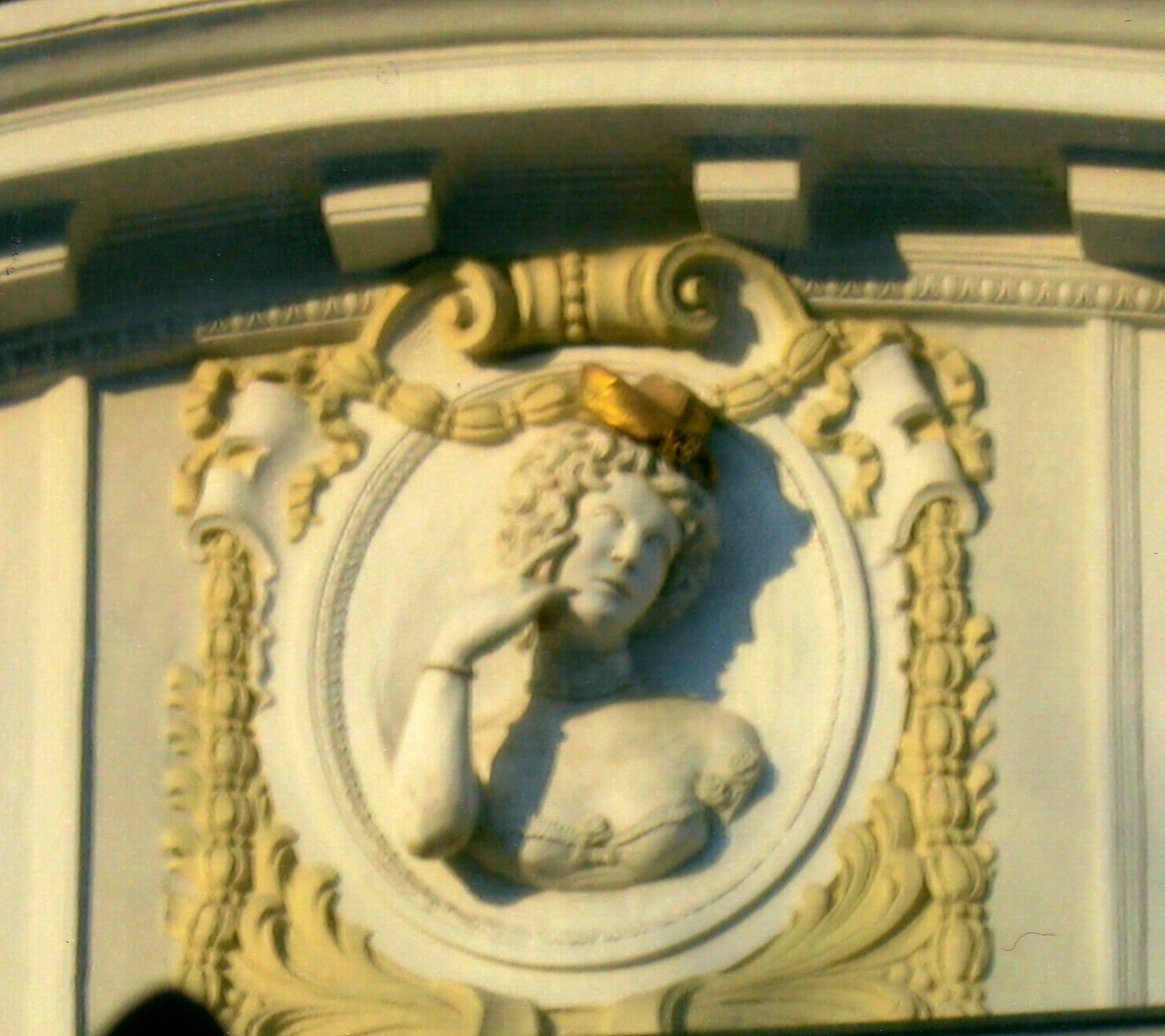
Porträtbüste, Menotti-Villa

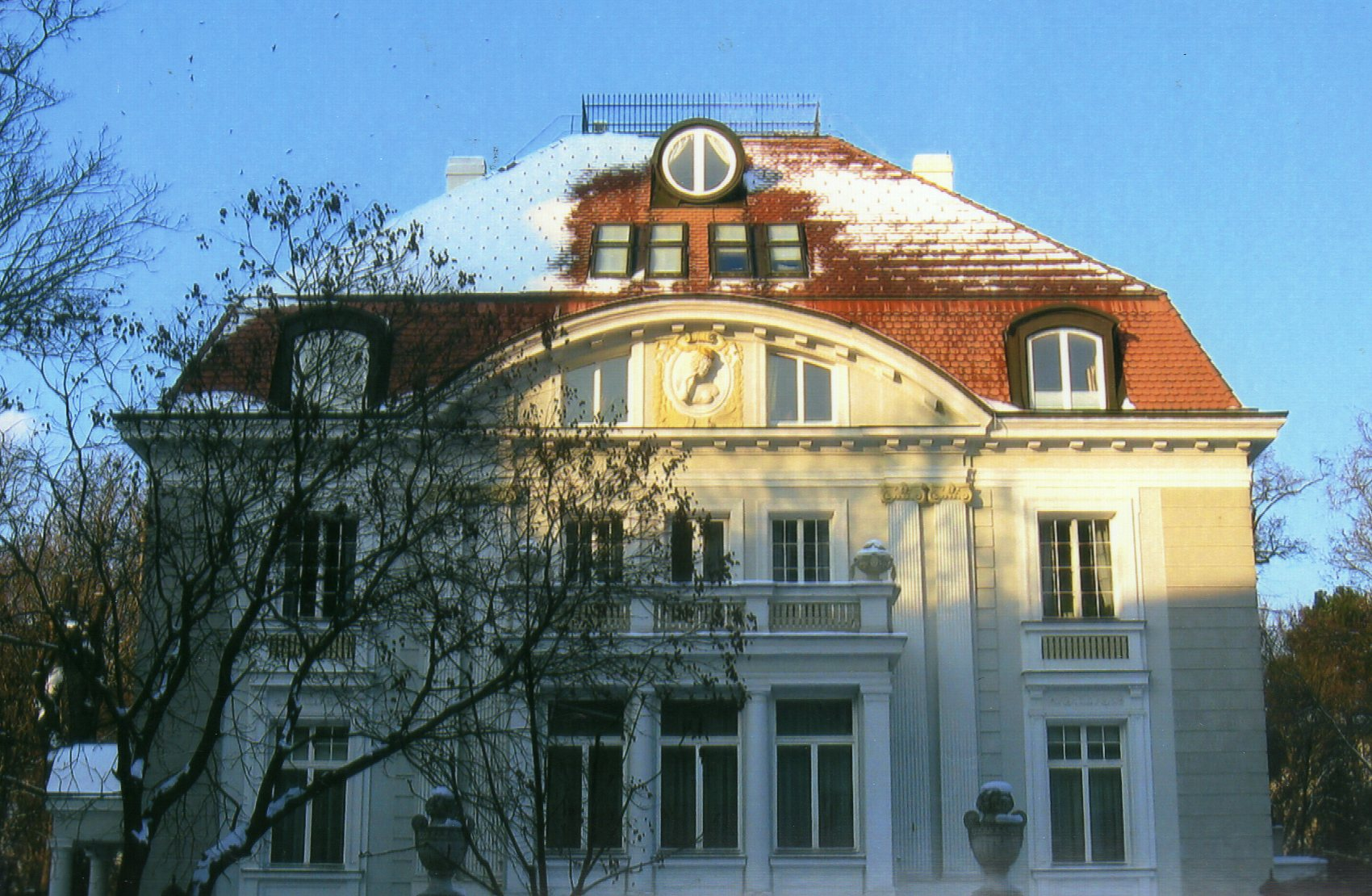
Villa Menotti, Baden

Paula Menotti, genannt die Gigerlkönigin (* um 1870 in Graz; † 17. April 1939 in Baden, Niederösterreich; gebürtig Paula Heuberger, verehelicht Manois), war eine österreichische Sängerin der 1890er Jahre.
Die Tochter aus gutbürgerlichem Haus brannte schon mit 16 Jahren nach Wien durch, um Schauspielerin zu werden. Es gelang den Eltern zunächst, sie mit Hilfe der Polizei zurückzuholen, ein zweiter Ausreißversuch war jedoch erfolgreich und sie flüchtete weiter nach Russland, wo sie einen Impresario kennenlernte, der mit ihr nach London ging. In England dürfte sie ihre Ausbildung zur „Exzentriksängerin“ absolviert haben. Nach Kontinentaleuropa zurückgekehrt, sang sie in Berlin und auch im Wiener Etablissement Ronacher.
Ihr größter Erfolg war 1894 der 1897 bei Hymnophon auch als Schallplatte erschienene, von Paul Lincke komponierte (nach anderen Lesarten aber aus London stammende) Rheinländer „Die Gigerlkönigin“, in dem sie sich gleichsam selbst feierte:
„Ich kleid mich stets nach neuester Facon
beweg mich im Salon
ich erfinde neue Moden, was ich trage, das ist schick
man sieht's am ersten Blick“
Der Refrain lautete: 
„Sehen Sie mich nur an, ich bitt
diesen eleganten Schritt
Da sieht doch gleich ein jeder wer ich bin
die Gigerlkönigin“ 
Gigerl ist ein Altwiener Ausdruck für eine besonders modebewusste Person.
Anlässlich ihrer Auftritte pflegte Paula Menotti ihren Schmuck öffentlich auszustellen und die Erträgnisse sozialen Zwecken zu widmen. Bei einer Wohltätigkeitsveranstaltung in Wien soll sie einen Kuss um 1000 Gulden verkauft haben.
1912 beauftragte Menotti den Architekten Karl Köhler mit der Errichtung einer repräsentativen bis heute bestehenden Jugendstilvilla am Kaiser-Franz-Ring 13 in Baden bei Wien, die Bauausführung lag in den Händen von August Ramberger. Der Badener Bildhauer Karl Vock gestaltete die Stuckarbeiten. Menotti bezog die Villa noch vor Beginn des Ersten Weltkriegs und lebte dort zurückgezogen bis zu ihrem Tod.